# 대한예수교 개혁회
대한예수교 개혁회(Korean Reformed Churches)는 개혁주의 신앙을 따르는 교회들의 연합으로서 2013년 5월 28일 부산에서 설립되었다. 설립 취지는 대한예수교 개혁회 교회질서(Church Order) 전문에 명시된 대로 16세기 유럽 프로테스탄트 종교개혁(Protestant Reformation)의 전통에 투철한 개혁신앙을 회복하고 성경적 교회질서에 충실한 개혁교회들을 건설하여 이를 후손들에게 물려주고자 하는 것이다.
교리적으로 대한예수교 개혁회는 벨직신앙고백서, 하이델베르크교리문답, 도르트신경과 웨스트민스터 신앙고백서, 웨스트민스터 대소요리 문답에 바탕을 두고 있다.
교회정치면에서 대한예수교 개혁회는 장로회와는 달리 총회, 노회, 당회의 관계를 상회(上會)와 하회(下會)가 아닌 광회(廣會)와 소회(小會)의 관계로 규정하고 있다. 총회와 노회는 비상설 기구로 회의를 위한 임시 기구이며 따라서 총회장과 노회장직을 두지 않는다. 장로와 집사의 직분은 임기제이며 목사, 장로, 집사간 직무의 평등성을 엄격하게 유지하고자 한다.
교단 직영 신학교(Korean Reformed Theological Seminary)는 부산에 위치하고 있으며 현재 목회학 석사(M. Div.) 과정을 개설하고 있다.